# Ron Packard

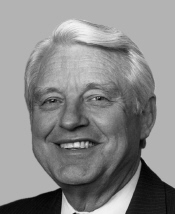
Ron Packard

Ronald C. „Ron“ Packard (* 19. Januar 1931 in Meridian, Ada County, Idaho) ist ein ehemaliger US-amerikanischer Politiker. Zwischen 1983 und 2001 vertrat er den Bundesstaat Kalifornien im US-Repräsentantenhaus.

## Werdegang
Ron Packard besuchte die öffentlichen Schulen seiner Heimat einschließlich der Meridian High School, die er im Jahr 1948 absolvierte. Zwischen 1948 und 1950 studierte er an der Brigham Young University in Provo (Utah). Daran schloss sich bis 1953 ein Studium an der Portland State University an. In den folgenden Jahren bis 1957 studierte Packard an der  University of Portland Zahnmedizin. Anschließend war er bis 1959 im zahnärztlichen Dienst der US Navy; danach arbeitete er als privater Zahnarzt. Gleichzeitig schlug er als Mitglied der Republikanischen Partei eine politische Laufbahn ein. In den Jahren 1976 bis 1978 gehörte er dem Gemeinderat von Carlsbad an. Von 1978 bis 1982 war er Bürgermeister dieses Ortes.
Bei den Kongresswahlen des Jahres 1982 wurde Packard als „Write-in“-Kandidat im 43. Wahlbezirk von Kalifornien in das US-Repräsentantenhaus in Washington, D.C. gewählt, wo er am 3. Januar 1983 die Nachfolge von Clair Burgener antrat. Er konnte nicht direkt als Kandidat seiner Partei firmieren, weil sich dort in den Vorwahlen ein anderer Bewerber durchgesetzt hatte. Daher machte er von der Möglichkeit des „Write-in“-Verfahrens Gebrauch, wobei sein Name zum Stimmzettel hinzugefügt werden konnte. Dieses Verfahren wurde zuvor nur zwei Mal erfolgreich bei Kongresswahlen durchgeführt: von Joe Skeen und Strom Thurmond. Nach acht Wiederwahlen als regulärer Kandidat seiner Partei konnte Packard bis zum 3. Januar 2001 neun Legislaturperioden im Kongress absolvieren. Seit 1993 vertrat er den damals neu eingerichteten 48. Distrikt seines Staates. Packard saß zeitweise im Haushaltsausschuss und war unter anderem ein Gegner von illegaler Einwanderung.
Im Jahr 2000 verzichtete Ron Packard auf eine weitere Kandidatur. Heute arbeitet er in Teilzeit für eine Lobbyistenfirma in der Bundeshauptstadt Washington. Mit seiner Frau hat er sieben Kinder. Privat lebt er in Carlsbad.